# Тітка
Ті́тка, діал. тета, тю́тка, ць́оця, цьо́тка, розм. тьотя — жінка по відношенню до дітей брата або сестри, а також до дітей брата або сестри свого чоловіка = сестра батька або матері, або дружина дядька.
Українське тітка, тета походить від прасл. *teta. Варіанти цьоця, цьотка запозичені з польської (ciocia, ciotka), варіант тьотя — з російської (тётя) мови.
Стрийна — жінка батькового брата або тітка по батькові, сестра батька.
Вуйна, вуянка — жінка брата матері або тітка по матері, сестра матері.